# Ultraleichtfluggelände Pretzschendorf

i7
i11
i13
Das Ultraleichtfluggelände Pretzschendorf liegt im Ortsteil Pretzschendorf der Gemeinde Klingenberg im Landkreis Sächsische Schweiz-Osterzgebirge in Sachsen. Der Platzhalter und Betreiber ist der UL Fliegerclub Pretzschendorf e. V.

## Lage
Das Ultraleichtfluggelände liegt etwa 1 km nordöstlich von Pretzschendorf.

## Flugbetrieb
Das Ultraleichtfluggelände besitzt eine Betriebsgenehmigung für Luftsportgeräte, ausgenommen Sprungfallschirme. Es ist mit einer 450 m langen und 30 m breiten Start- und Landebahn aus Gras (Richtung 06/24) ausgestattet. Es dient dem Betrieb mit Luftfahrzeugen des Platzhalters sowie Dritter mit vorheriger Zustimmung des Platzhalters (PPR). Es dient insbesondere der Ausübung luftsportlicher Tätigkeiten des Platzhalters sowie dem Schul- und Ausbildungsbetrieb.

## Geschichte
Das Ultraleichtfluggelände Pretzschendorf wurde ursprünglich am 23. April 1999 genehmigt. Die Betriebsgenehmigung erstreckte sich auf Ultraleichtflugzeuge, Hängegleiter und Gleitsegel. Die aktuell gültige Genehmigung wurde am 10. Januar 2023 erteilt.